# Melasina psephota
Melasina psephota är en fjärilsart som beskrevs av John Hartley Durrant 1916. Melasina psephota ingår i släktet Melasina och familjen säckspinnare. Inga underarter finns listade i Catalogue of Life.